# Tunnel Füllbach
Der Tunnel Füllbach ist ein 1113 Meter langer Tunnel bei Coburg. Als Teil der Verbindungskurve Niederfüllbach liegt er zwischen den Streckenkilometern 0,418 und 1,531. Das Bauwerk dient der Anbindung Coburgs an die Neubaustrecke Ebensfeld–Erfurt.
Er liegt im Landkreis Coburg und im Landkreis Lichtenfels.

## Verlauf
Der Tunnel unterquert den südlich von Grub am Forst gelegenen Höhnberg, bei einer maximalen Überdeckung von 45 Metern. Ebenfalls unterquert er den Tunnel Höhnberg mit der Schnellfahrstrecke. Die Gebirgsfeste zwischen den beiden Tunneln beträgt 16 Meter.
Nördlich mündet die Strecke nach einer Straßenüberführung in die Bahnstrecke Coburg-Lichtenfels. Südlich folgt nach der Abzweigung Niederfüllbach, wo das Gleis in die Schnellfahrstrecke mündet, die Talbrücke Weißenbrunn am Forst.
Im Anschluss an die Hochgeschwindigkeitsstrecke verläuft der Tunnel zunächst in einer kurzen Geraden. Auf Höhe des Südportals des benachbarten Tunnels Höhnberg geht das Bauwerk bis zum Nordportal in einen Linksbogen von 1000 m Radius und 100 mm Überhöhung über.

## Geschichte

### Planung
Der Tunnel Füllbach gehört mit dem Tunnel Höhnberg und der Füllbachtalbrücke zum knapp zwei Kilometer langen Bauabschnitt Füllbachtalbrücke/Anbindung Coburg Süd.
Das Bauwerk war wesentlicher Gegenstand des Planfeststellungsabschnitts 1.1 des Vorhabens.

### Bau
Der Tunnel wurde am 26. Juli 2011 als vorletzter der insgesamt 25 Tunnel feierlich angeschlagen. Tunnelpatin war Barbara Daumiller-Zeil, Gattin des bayerischen Wirtschaftsministers Martin Zeil. Die geplante Investitionssumme betrug (Stand: 2011) rund 25 Millionen Euro. Der Tunneldurchbruch am Nordportal war am 28. Mai 2012. Die offizielle Feier folgte am 21. Juni 2012. Die Herstellung der inneren Tunnelschale erfolgte vom Nordportal Richtung Südportal.
Die Röhre wurde in bergmännischer Bauweise von Süd nach Nord erstellt. Dabei fielen ungefähr 127.000 m³ Ausbruchsmaterial an, die auf der Deponie Pfarr (50° 13′ 6″ N, 11° 0′ 21″ O), über dem nördlichen Tunnelende liegend, gelagert wurden. Der Tunnel hat über ein Schachtbauwerk bei Streckenkilometer 0,648, in der Nähe des Südportals, einen Notausgang. Der Tunnel hat eine maximale Längsneigung von 29 Promille und soll mit 130 km/h befahrbar sein. Die Freigabe erfolgte im Dezember 2017, zusammen mit der Neubaustrecke.

### Betrieb
Als einer der letzten von ICEs befahrenen Tunnel ist die Röhre seit 2020 mit öffentlichem Mobilfunk versorgt.

## Galerie

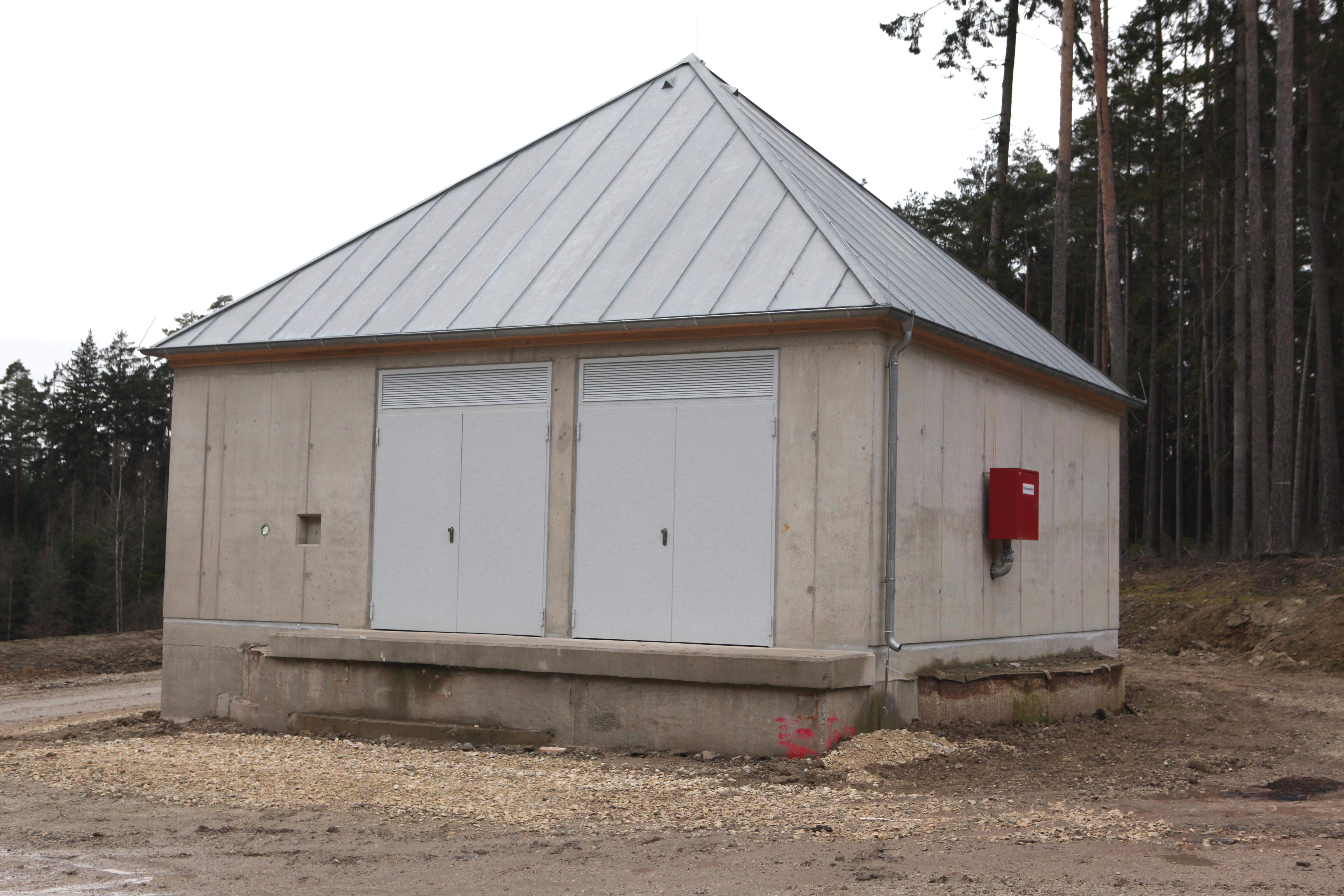
Rettungsschacht 50° 12′ 47″ N, 11° 0′ 19″ O
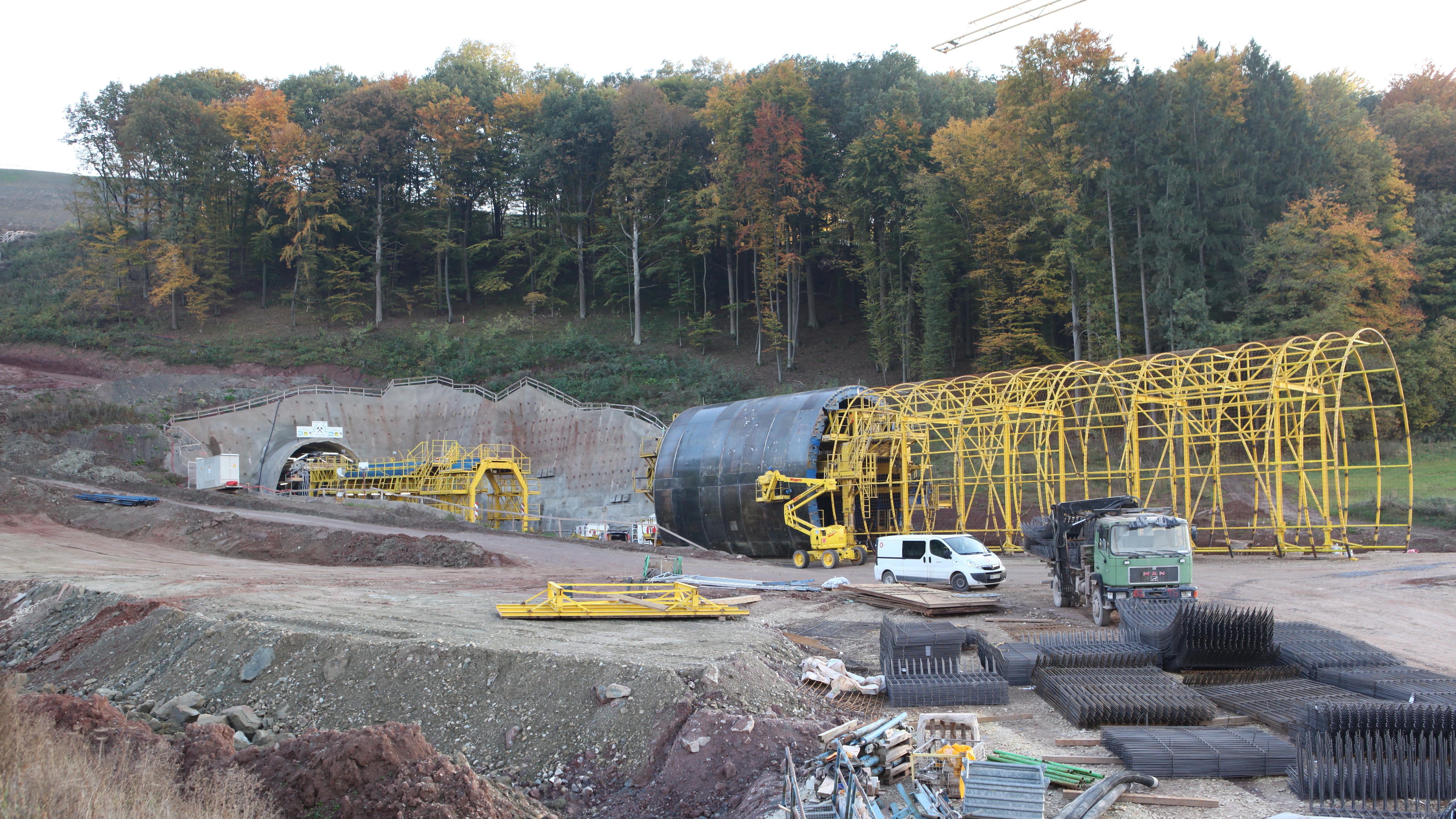
Nordportal Oktober 2012
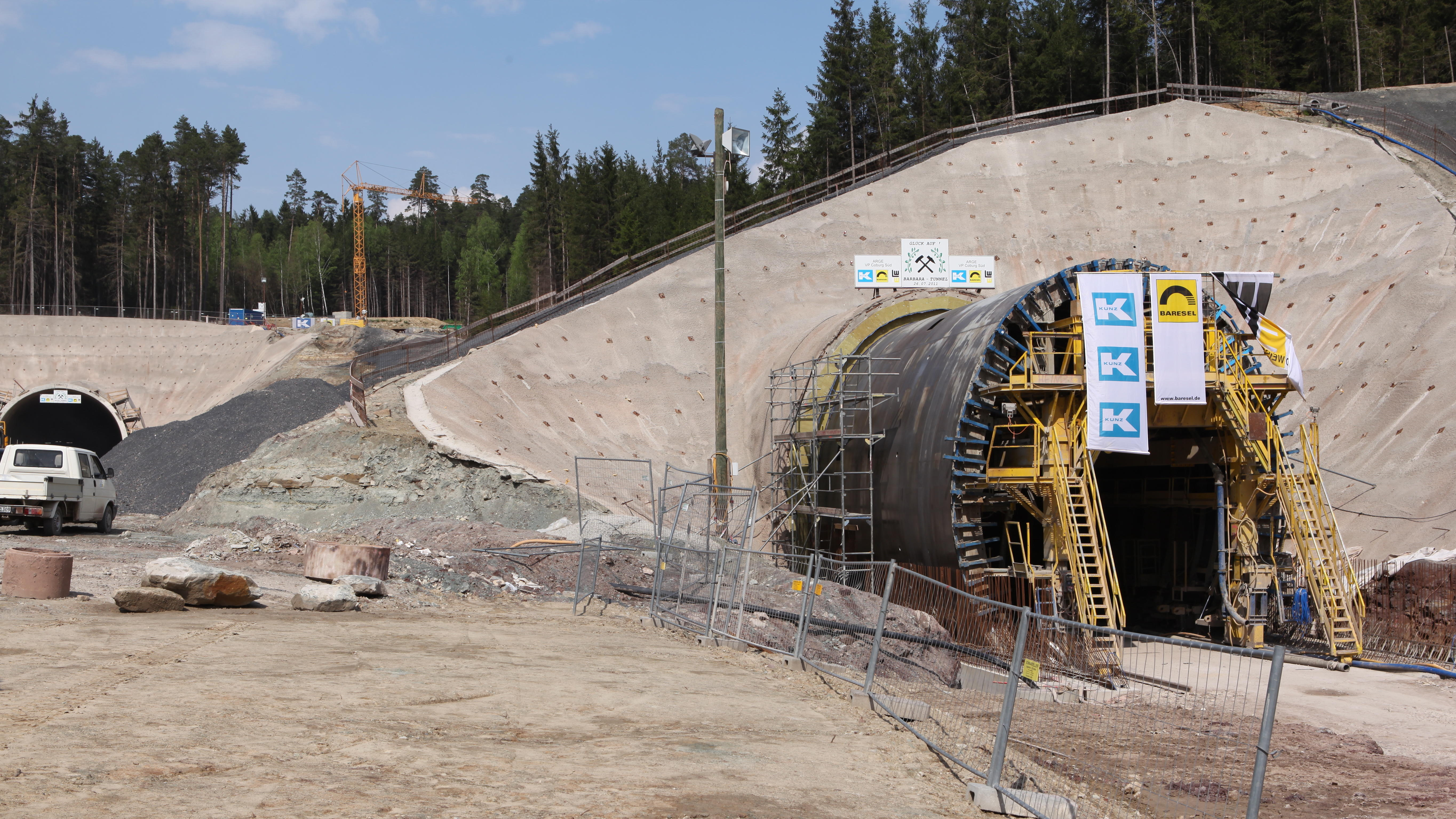
Südportal Mai 2013
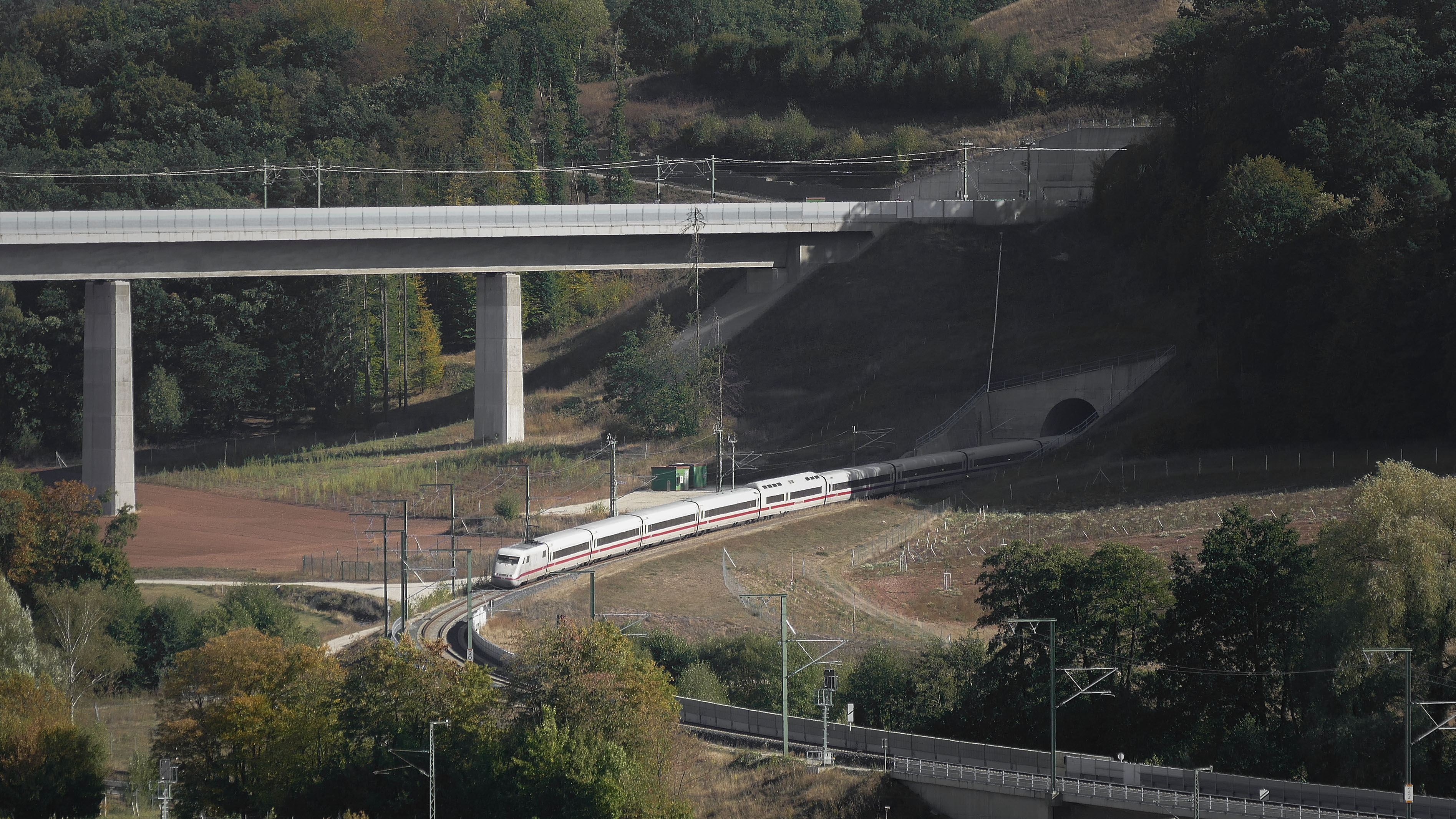
Nordportal: Trassenführungen von Stammstrecke und Einschleifung in Richtung Coburg im Füllbachtal
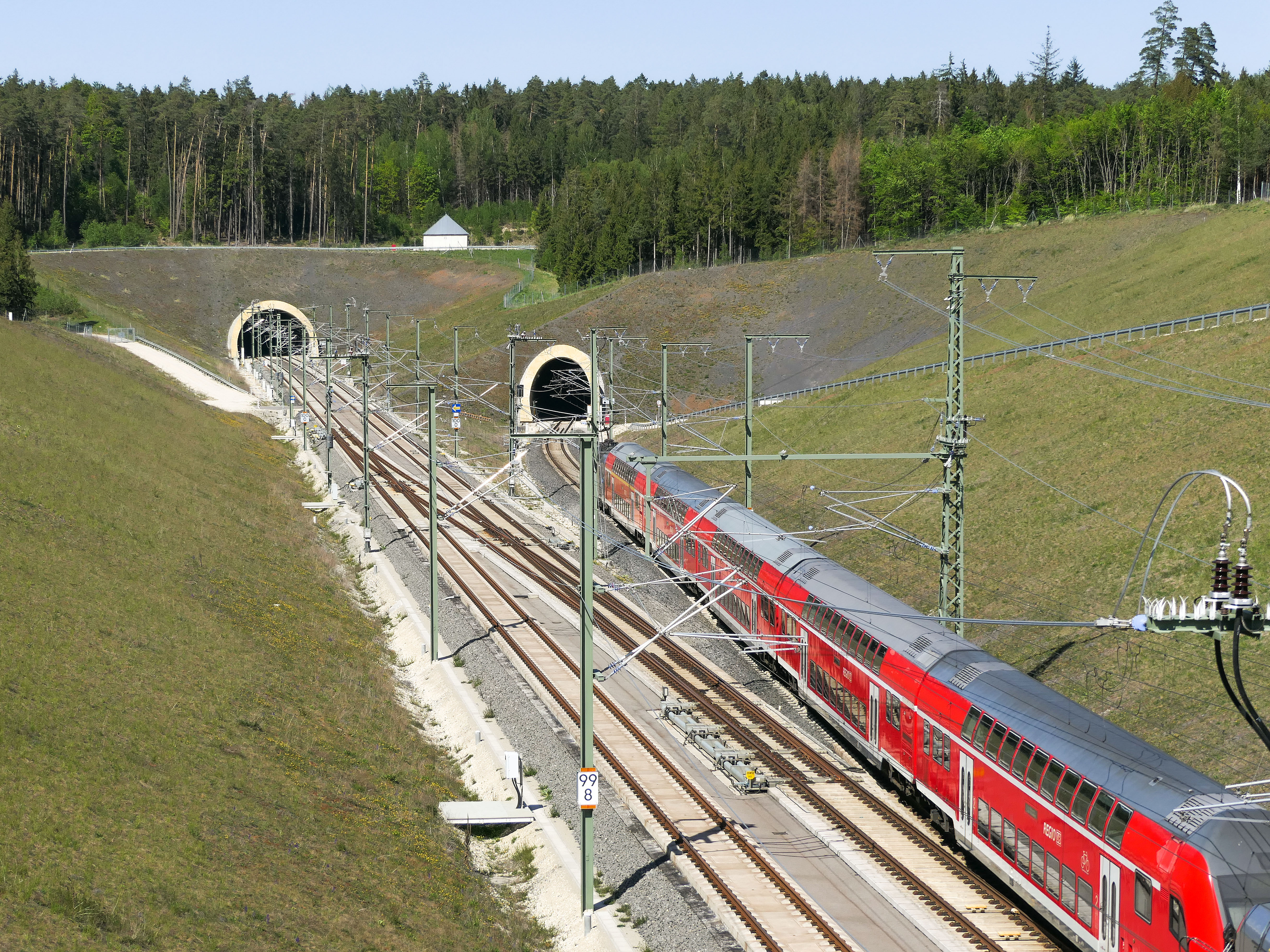
Südportal: Abzweig der Einschleifung nach Coburg